# S-25 (ミサイル)

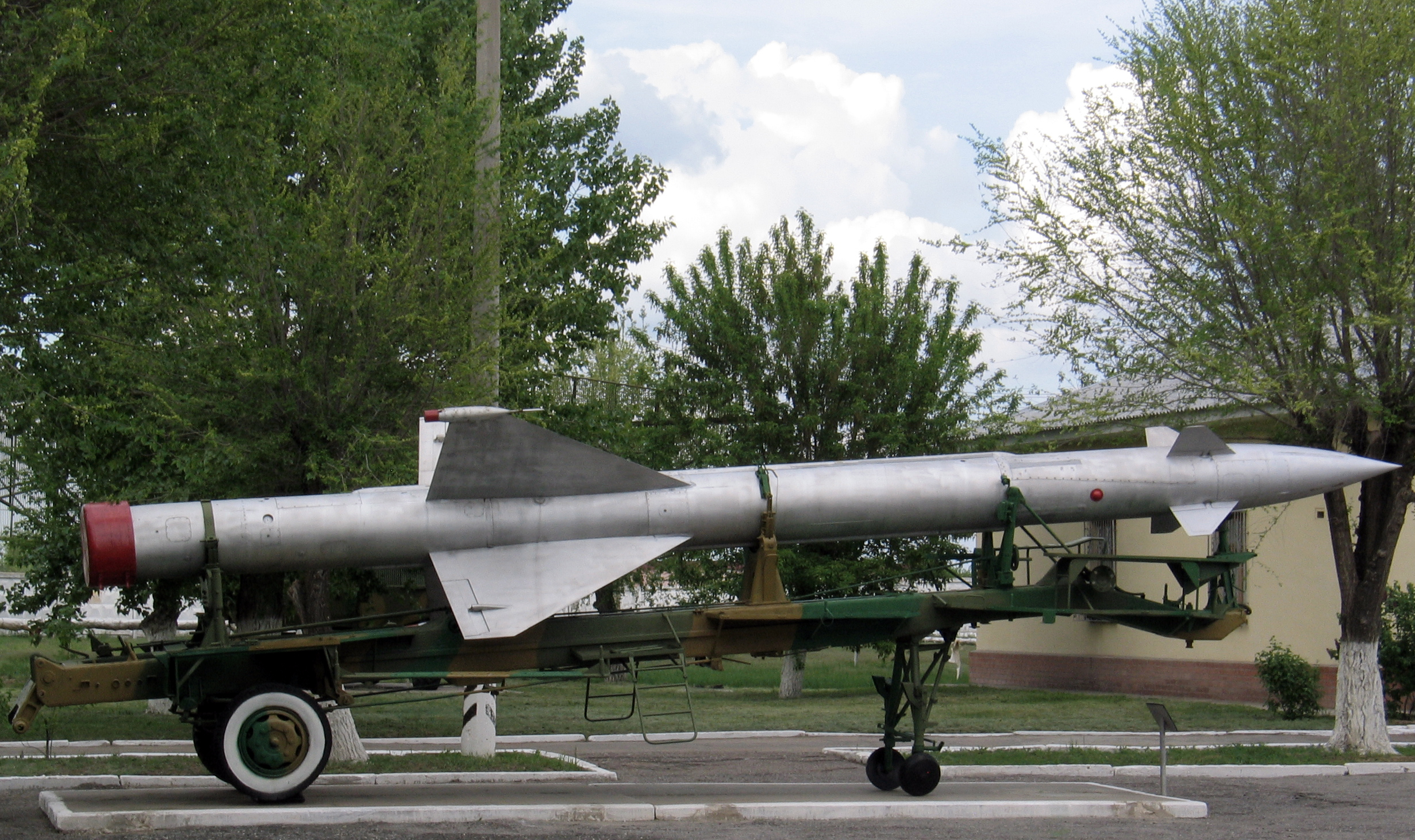
ズナメンスクのカプースチン・ヤール訓練場の博物館の、S-25 地対空ミサイル

S-25 ベールクト（ロシア語: С-25 «Беркут»）（イヌワシの意）、NATOコードネーム「SA-1 ギルド」は、潜在的な敵航空攻撃システムからモスクワを防衛するためにソビエト連邦で開発された、定置型地対空ミサイルシステムである。

## 概要
S-25は1955年に採用され、22の長距離探知レーダーステーション、モスクワ周辺の2つの輪形防空陣地に配置された56基の地対空ミサイルシステム（SAM）、技術基地、指揮統制センターで構成されていた。
S-25システムは、ソビエト連邦軍が採用した誘導対空ミサイル兵器の最初のモデルであった（目標高度範囲 3～25km）。
後継はS-75。

## 運用国
ロシア
 北朝鮮